# Religia na Filipinach
| Religia         | Pew Research Center, 2010 | Operation World, 2010 | The ARDA, 2015 |
| --------------- | ------------------------- | --------------------- | -------------- |
| Chrześcijanie   | 92,6%                     | 92,2%                 | 92,4%          |
| Katolicyzm      | 81,4%                     | 76,9%                 | 79,7%          |
| Protestantyzm   | 10,8%                     | 13,4%                 | 10,1%          |
| Muzułmanie      | 5,5%                      | 5,6%                  | 5,8%           |
| Religie rodzime | 1,5%                      | 0,6%                  | 0,2%           |
| Brak religii    | 0,1%                      | 1,1%                  | 1%             |
| Uwagi 1.        |                           |                       |                |

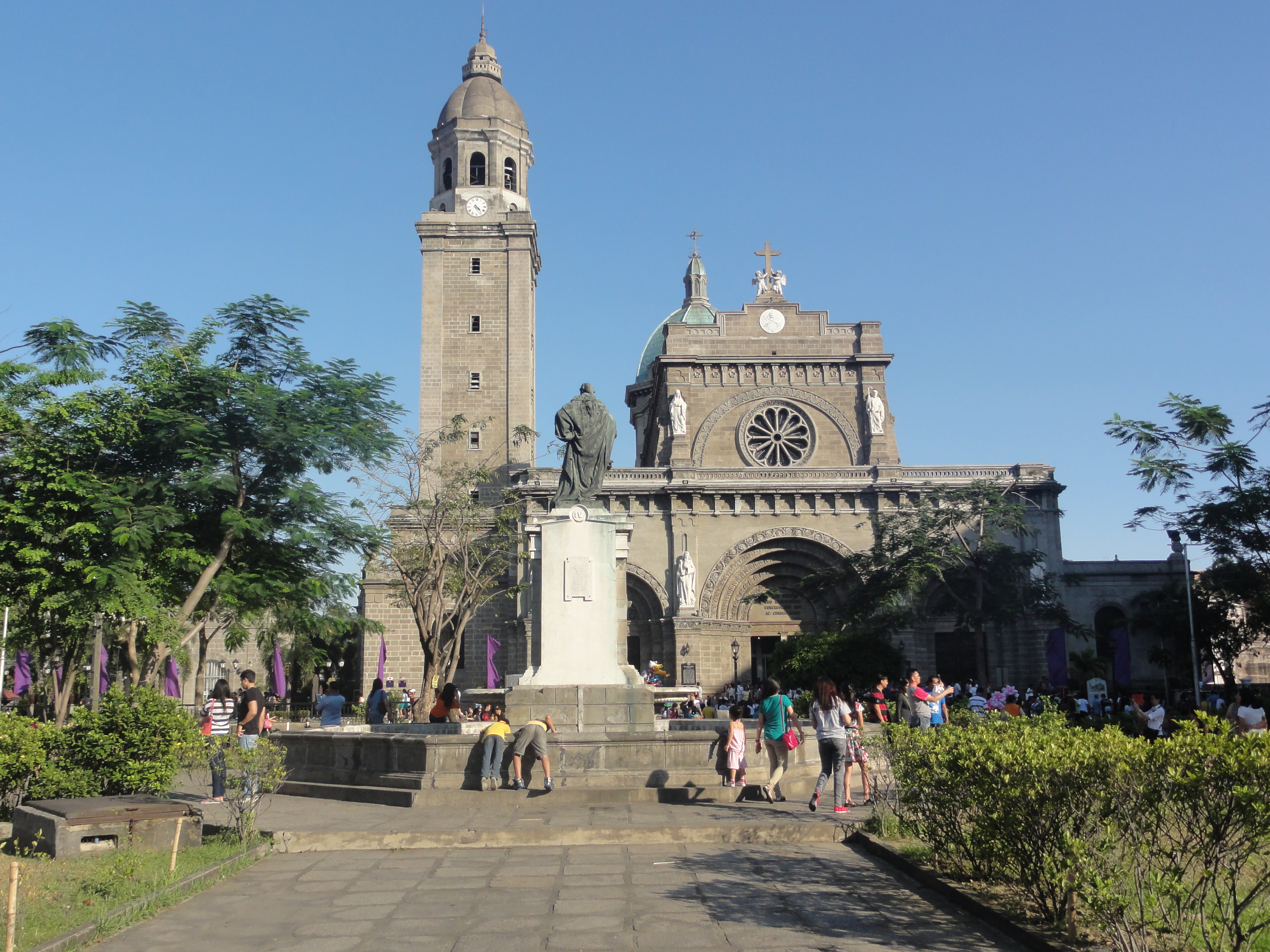
Katolicka katedra w Manili

Religia na Filipinach – od kilku stuleci zdominowana jest przez chrześcijaństwo, z jego głównym nurtem Kościołem katolickim. Od końca XIX wieku przybyły i prężnie rozwijają się różnorodne kościoły protestanckie stając się największą mniejszością religijną na Filipinach. Największą mniejszością niechrześcijańską są muzułmanie. Niektórzy rdzenni mieszkańcy Filipin wciąż praktykują animizm, a wiele tradycji religii Anito przetrwało pod postacią ludowego katolicyzmu.
Konstytucja Filipin gwarantuje wolność sumienia i praktyki religijnej, jednocześnie zabrania ustanowienia religii państwowej.

## Chrześcijaństwo

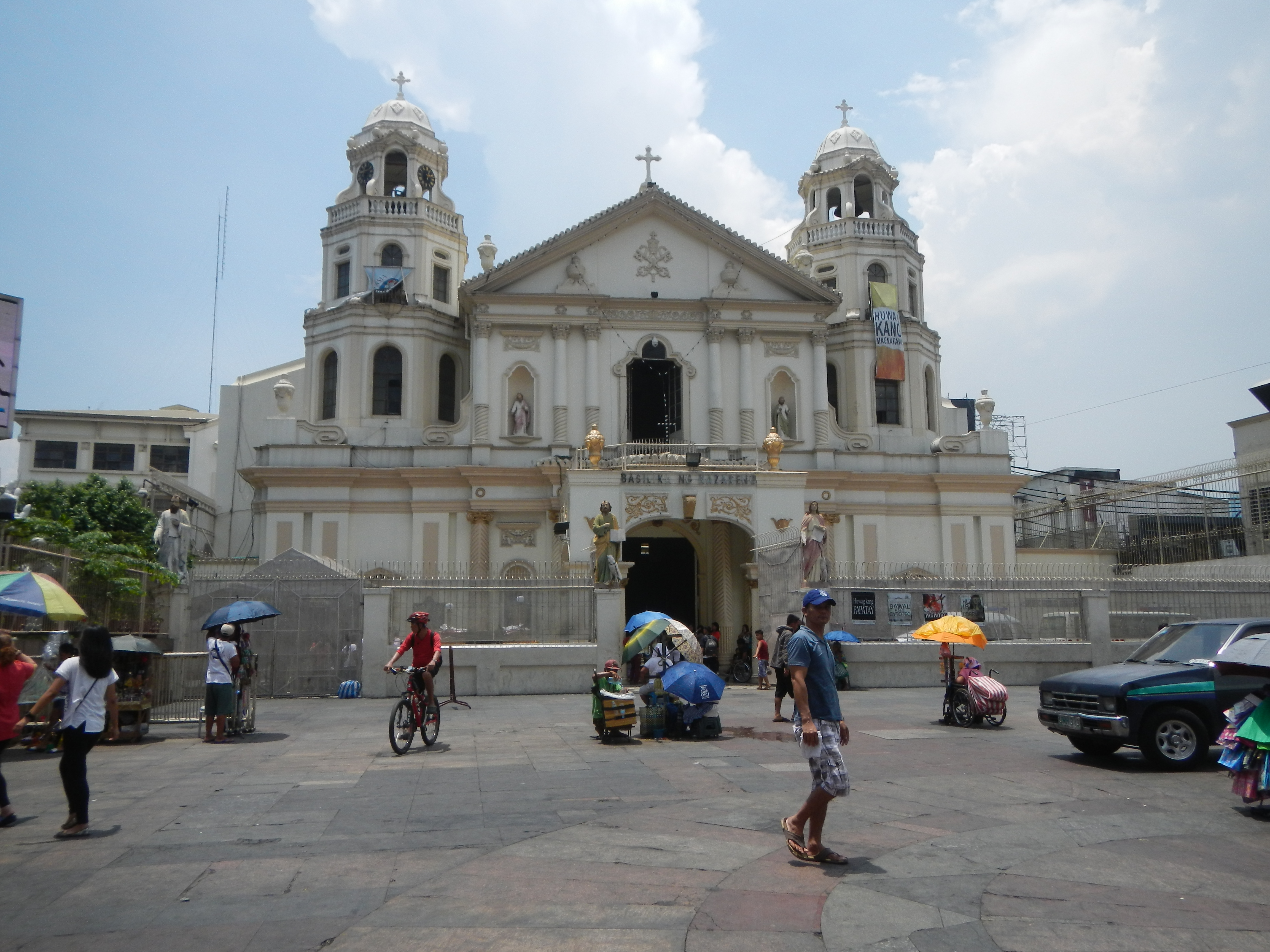
Mniejsza Bazylika Czarnego Nazarejczyka w Manili

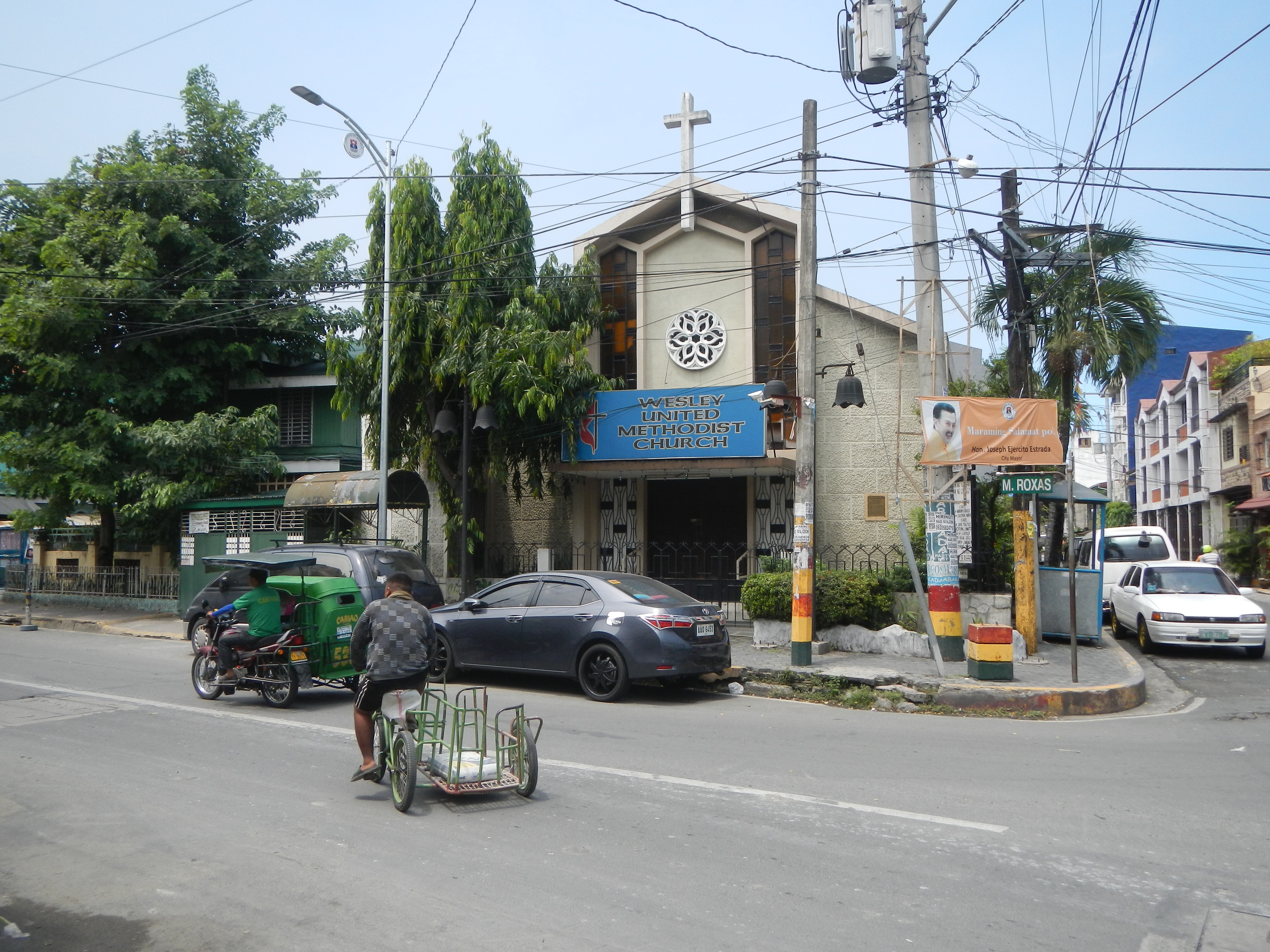
Kościół metodystyczny w Manili

Chrześcijaństwo dotarło na Filipiny wraz z przybyciem Ferdynanda Magellana w 1521 roku. W 1565 roku przybył pierwszy misjonarz augustiański. Pod koniec XVI wieku archipelag został uznany przez Hiszpanię i nazwany na cześć króla Filipa II. W 1611 roku dominikanie założyli w Manili – University of Santo Tomas. W 1695 roku swoje pierwsze uczelnie rozpoczęli także jezuici. 
Działalność misyjna podczas rządów kolonialnych tego kraju doprowadziła do przekształcenia Filipin w pierwszy katolicki naród w Azji Wschodniej, z około 92,5% ludności należącej do wyznania katolickiego. Obecnie po Brazylii i Meksyku Filipiny mają trzecią co do wielkości populację katolicką na świecie. 
Wśród rdzennych katolików istniały napięcia spowodowane brakiem kapłanów filipińskich. Doprowadziło to do buntu duchowieństwa filipińskiego prowadzonego przez Gregorio Aglipaya i powstania w 1902 roku Niezależnego Kościoła Filipińskiego, który dołączył do rodziny Kościołów starokatolickich.   
Pierwsi protestanci pojawili się dopiero w 1898 roku, gdy Filipiny zostały zaanektowane przez Stany Zjednoczone. W 1901 r. prezbiterianie, którzy przybyli w 1899 r., założyli słynną uczelnię Silliman University. W tym czasie przybyli też metodyści (1899), następnie baptyści (1900), Disciples of Christ (1901), CMA (1902), anglikanie (1902) i adwentyści dnia siódmego (1906). Z innych grup w 1898 przybyli mormoni, a w 1908 – świadkowie Jehowy.  
W 1914 roku Felix Manalo zostaje założycielem Kościoła Chrystusowego, który stał się drugą co do wielkości chrześcijańską organizacją na Filipinach, po Kościele katolickim. Doktryna kościoła jest antytrynitarna, a sam Felix Manalo uznawany jest za ostatniego posłańca Boga. 
W latach 1920–40 powstają pierwsze kościoły zielonoświątkowe założone przez misjonarzy ze Stanów Zjednoczonych. W 1978 roku Eddie Villanueva zostaje założycielem neo-zielonoświątkowego kościoła „Jezus jest Panem”. Badanie z 2003 roku wykazało, że 15% filipińskich katolików jest charyzmatykami, a ponad jedna trzecia niekatolickich chrześcijan jest zielonoświątkowa lub charyzmatyczna.  

## Islam
Islam dotarł do Filipin pod koniec XIV wieku przez muzułmańskich kupców znad Zatoki Perskiej i z Malajów.
Większość muzułmanów należy do różnych grup mniejszości etnicznych i zamieszkuje na Mindanao i pobliskich wyspach na południu. Chociaż większość z nich to praktykujący sunnici, niewielka mniejszość szyitów żyje w prowincjach Lanao del Sur i Zamboanga del Sur na Mindanao. Coraz więcej muzułmanów migruje do ośrodków miejskich Manili i Cebu.
Na południu kraju działa największa separatystyczna grupa na Filipinach – Islamski Front Wyzwolenia Moro. Odnotowano także działalność Państwa Islamskiego (ISIS), a w ostatnim czasie miało miejsce kilka zamachów bombowych. Szacuje się, że od lat 70. XX wieku w wyniku działań separatystów zginęło w tym regionie ponad 150 tysięcy ludzi.

## Statystyki

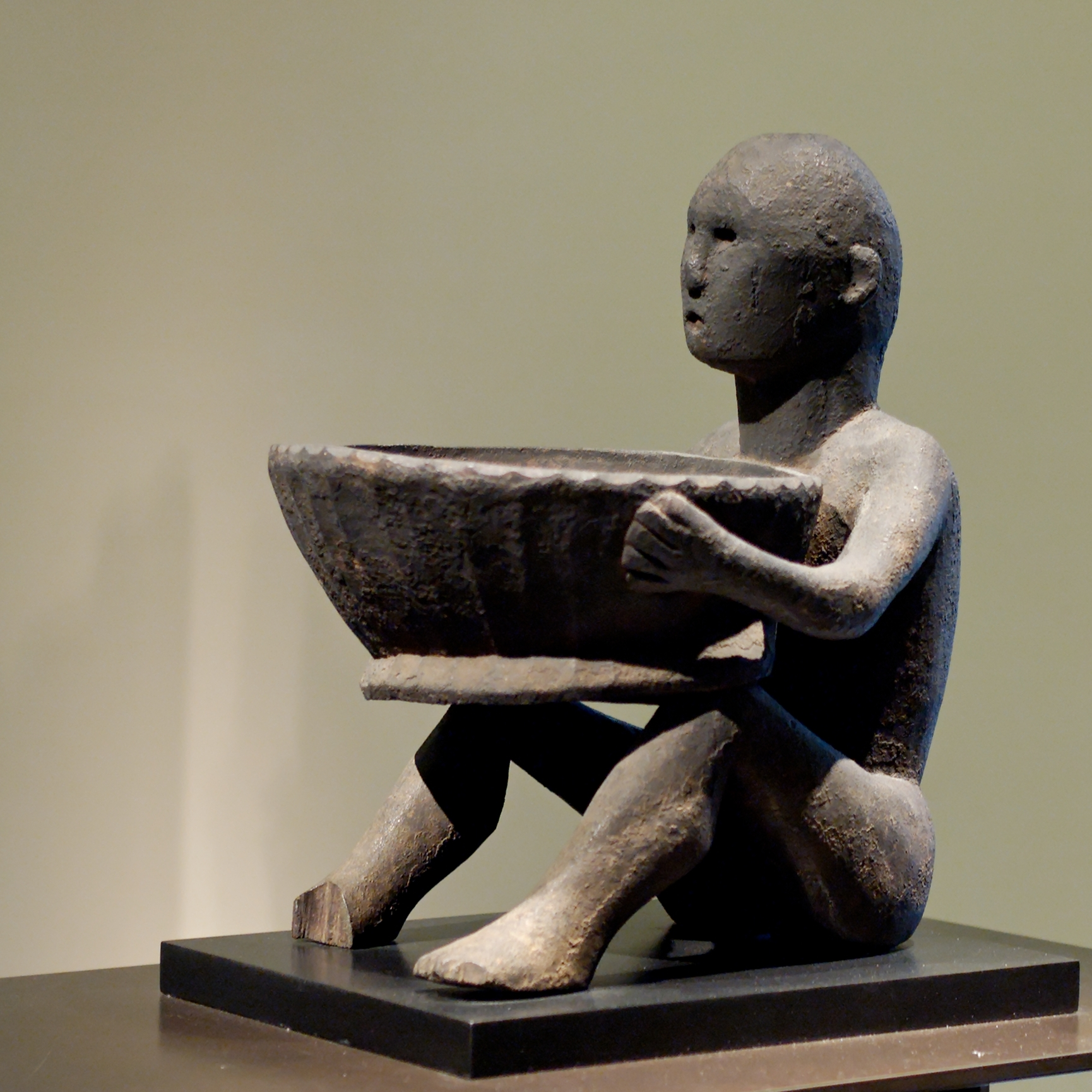
XV-wieczny bulul z ceremonialną misą, znajdujący się w muzeum w Luwrze

Ważniejsze związki wyznaniowe na Filipinach, w 2010 roku, według książki Operation World: 
| Religia/Kościół                               | Liczba wiernych | Procent ludności |
| Kościół katolicki                             | 71,95 mln       | 76,86%           |
| Muzułmanie                                    | 5,289 mln       | 5,65%            |
| Kościół Chrystusowy (INC)                     | 2,375 mln       | 2,54%            |
| Niezależny Kościół Filipiński „Aglipayan”     | 1,6 mln         | 1,71%            |
| Kościół „Jezus jest Panem”                    | 1,25 mln        | 1,34%            |
| Zjednoczony Kościół Chrystusowy na Filipinach | 995 tys.        | 1,06%            |
| Zjednoczony Kościół Metodystyczny             | 675 tys.        | 0,72%            |
| Mormoni                                       | 668 tys.        | 0,71%            |
| Krucjata Cudów Jezusa                         | 650 tys.        | 0,69%            |
| Kościół Adwentystów Dnia Siódmego             | 640 tys.        | 0,68%            |
| Zbory Boże                                    | 576 tys.        | 0,62%            |
| Animiści                                      | 515 tys.        | 0,55%            |
| Chrześcijański i Misyjny Sojusz               | 475 tys.        | 0,51%            |
| Filipińska Konwencja Kościołów Baptystycznych | 300 tys.        | 0,32%            |
| Kościoły Chrystusowe                          | 260 tys.        | 0,28%            |
| Zjednoczony Kościół Zielonoświątkowy          | 245 tys.        | 0,26%            |
| Bahaiści                                      | 234 tys.        | 0,25%            |
| Południowa Konwencja Baptystów (IMB)          | 219,8 tys.      | 0,23%            |
| Kościół Nowoapostolski                        | 216 tys.        | 0,23%            |
| Świadkowie Jehowy                             | 168 tys.        | 0,18%            |
| Międzynarodowy Kościół Poczwórnej Ewangelii   | 140 tys.        | 0,15%            |
| Kościół Boży (Cleveland)                      | 135 tys.        | 0,14%            |
| Kościół Episkopalny na Filipinach             | 135 tys.        | 0,14%            |
| Buddyści                                      |                 | 0,1%             |
| Religie chińskie                              |                 | 0,1%             |